# Gabriel Plançon
Vous lisez un « bon article » labellisé en 2011.
Pour les articles homonymes, voir Plançon et Bibi.
Gabriel Plançon était un résistant français né le 10 juillet 1916 à Besançon et mort abattu par les forces d'occupation allemandes le 14 septembre 1943 dans cette même ville. Surnommé Bibi, il mène une existence « classique » partagée entre sa famille, son travail mécanique sur les machines à écrire et ses loisirs artistiques et culturels. Mais ses habitudes sont bousculées lorsqu'il est affecté dans l'aviation lors de la Seconde Guerre mondiale. Après avoir été capturé et s'être évadé, il retrouve un pays sous domination nazie. Il entre alors dans la résistance intérieure française, mettant à profit ses compétences et son matériel pour convaincre la population de lutter, fournir de faux papiers et cacher ses compagnons. Il commandite des attentats ou y participe. Il devient dirigeant du mouvement local des Francs-tireurs et partisans en liaison avec le groupe Guy Mocquet.
À l'apogée de son combat, il aurait même organisé, grâce à des Alliés anglais, le bombardement de Besançon en 1943 qui coûte la vie à une cinquantaine de personnes et qui détruit la gare centrale de la capitale comtoise ainsi que quelques autres infrastructures. Il projette de réaliser une ultime attaque à la bombe qui vise des quartiers d'une unité de police militaire allemande, avant de s'enfuir pour Londres, mais il est dénoncé par un traître. Lors de son arrestation, il est grièvement blessé en tentant de s'enfuir, et meurt des suites de ses blessures. Plusieurs décennies après la guerre, les autorités françaises lui rendent hommage, et il reçoit plusieurs titres posthumes, ainsi qu'une plaque commémorative et une rue à son nom.

## Enfance et majorité
Gabriel Plançon, fils de Jules Irénée dit René (1891-1959) et de Jeanne Marie Angèle Georgette Caire (1891-1974), , est né le 10 juillet 1916 dans la ville franc-comtoise de Besançon, alors que le pays est en proie à l'un des plus terribles conflits de l'époque contemporaine, la Première Guerre mondiale. Cependant, la cité ne fut pas impliquée lors de ce conflit, et son père avait été réformé, conférant à Gabriel, alors surnommé « Bibi » une vie « normale ». Ses parents ont une propriété dans le quartier des Tilleroyes, à l'ouest de la ville, où il grandit. Il fréquente l'école primaire de l'Arsenal, puis fait du scoutisme durant l'année 1928 comme scout patrouilleur dans les Éclaireurs de France avant de fréquenter l'École nationale d'horlogerie, actuel lycée Jules-Haag.
À l'âge de 15 ans, il arrête ses études d'horlogerie qui ne l'intéressent pas, et vit dans la maison familiale en recevant beaucoup d'amis, dont la plupart étaient issus des milieux de l'art et de la culture. Amoureux de la nature et des animaux, il plante à cette époque un cèdre bleu de l'Atlas aux abords de sa maison, arbre qui existe encore aujourd'hui sur les lieux. En 1931, naît sa petite sœur Janine surnommée Nino, et Gabriel, malgré quelques réticences affectives à son égard au début, finit par lui accorder un grand amour fraternel et devient pour elle un modèle. Par la suite, il décide de travailler comme mécanographe dans l'atelier familial où il se spécialise dans la vente et la réparation de machines à écrire. En parallèle, il s'intellectualise de manière autodidacte particulièrement sur la littérature, dont beaucoup de poésie qu'il affectionne.
Il s'intéresse également à l'aviation et passe son brevet de pilote qu'il obtient avec succès et s'adonne aussi au parachutisme. Sa conscience politique se développe, et alors qu'il est jeune adulte, il commence à militer dans les milieux socialistes de la ville avec des camarades, tels que Jean Minjoz, Gilbert Bourquin ou Henri Chapatte. Sa pensée est humaniste, il prône le rapprochement des peuples et souhaite que l'espéranto puisse être enseigné au monde entier. En plus de ses activités professionnelles et politiques, Bibi met un point d'honneur à restaurer et améliorer la demeure natale. Alors que la situation s'envenime en Europe, il s'inquiète d'une possible nouvelle guerre et craint un bombardement de la propriété à cause de ses travaux commencés qui pouvaient être perçus comme des ouvrages suspects.

## Guerre et Résistance
En 1939, la Seconde Guerre mondiale est déclarée. Gabriel Plançon est alors mobilisé et affecté dans l'aviation, premièrement dans la ville de Montpellier, puis à l'état-major de Valence en Drôme. Il est fait prisonnier, mais s'évade pour atteindre Istres avec deux compagnons. Il leur déclare alors « ici nous ne servons à rien, il faut rentrer à Besançon et intégrer un groupe de résistants. » Malgré sa situation financière précaire et les risques, il réussit à revenir dans la capitale comtoise où il compte lutter contre l'occupation dans une faction. Il se marie le 3 février 1941 à Marguerite Marsoudet (1909-1967), coiffeuse de sept ans son aînée, divorcée avec deux enfants à charge ; bien qu'il l'aimât passionnément, il ne souhaita pas avoir d'autres enfants, pensant que ses activités de résistant le mèneraient à la mort.
Dans son idée de lutte, il est en quête d'un groupe de résistance ; mais le seul groupe composé à l'époque dans la cité était le parti communiste, mouvement dont Bibi n'était pas idéologiquement proche, mais qu'il rejoint tout de même. En effet, la Résistance ne s'implante pleinement à Besançon qu'à partir de 1942, avec de véritables attentats tels que celui de l'hôtel de Paris ou celui de la librairie Frontbuchhandlung (place du Huit septembre), œuvres du groupe Valmy. Ainsi, les seuls véritables actions menées auparavant sont celles de ce parti, comme l’inscription de graffitis, la distribution de tracts ou encore l'organisation d'une manifestation le 11 novembre 1941 au monument aux morts. Après être démobilisé, il reprend ses activités de mécanographe pour subsister dans ce contexte très précaire et aider ses compagnons. Après que le groupe des Francs-tireurs et partisans est créé et s'implante à Besançon, Plançon en devient le dirigeant local en collaboration avec le groupe Guy Mocquet et l'abbé Georges Martin, vicaire dans le quartier de Saint-Ferjeux, afin d'encadrer la résistance dans la région et particulièrement à Besançon et Pontarlier. Il réalise alors de nombreux tracts contre les nazis et le gouvernement de Vichy et incite vivement à la Résistance. Il vend également des affiches au bénéfice des familles de fusillés et déportés du Doubs.
Son imprimerie clandestine lui permet également de confectionner de fausses cartes d'identité, avec l'aide d'Henri Chapatte. Il cache et apporte un soutien aux survivants du groupe Guy Mocquet dont il est très proche, à son domicile et dans une autre maison du hameau de Plaisir-Fontaine, près d'Ornans. Il prend alors un nom d'emprunt, Dussaut, et intensifie son combat en imprimant de nombreux tracts notamment contre le Service du travail obligatoire,. Après l'arrestation de nombreuses personnes dans la région, dont beaucoup de membres du groupe Guy Mocquet, il envisage même de faire évader les 16 résistants condamnés à mort à Besançon, mais n'a pas le temps de réaliser ce projet, les exécutions ayant eu lieu le 26 septembre 1943. Dans la nuit du 16 au 17 juillet 1943, la ville de Besançon est bombardée en plusieurs points, et Bibi décide de constater les dégâts avec son père et sa petite sœur. Ils marchent en direction de la gare Viotte, mais la vue d'une main arrachée gisant sur le trottoir pousse Gabriel à ramener Janine à la maison. Ce fut le seul bombardement que la ville ait connu, et bien que les sirènes retentirent, leur utilisation quotidienne ne préoccupait même plus les habitants.

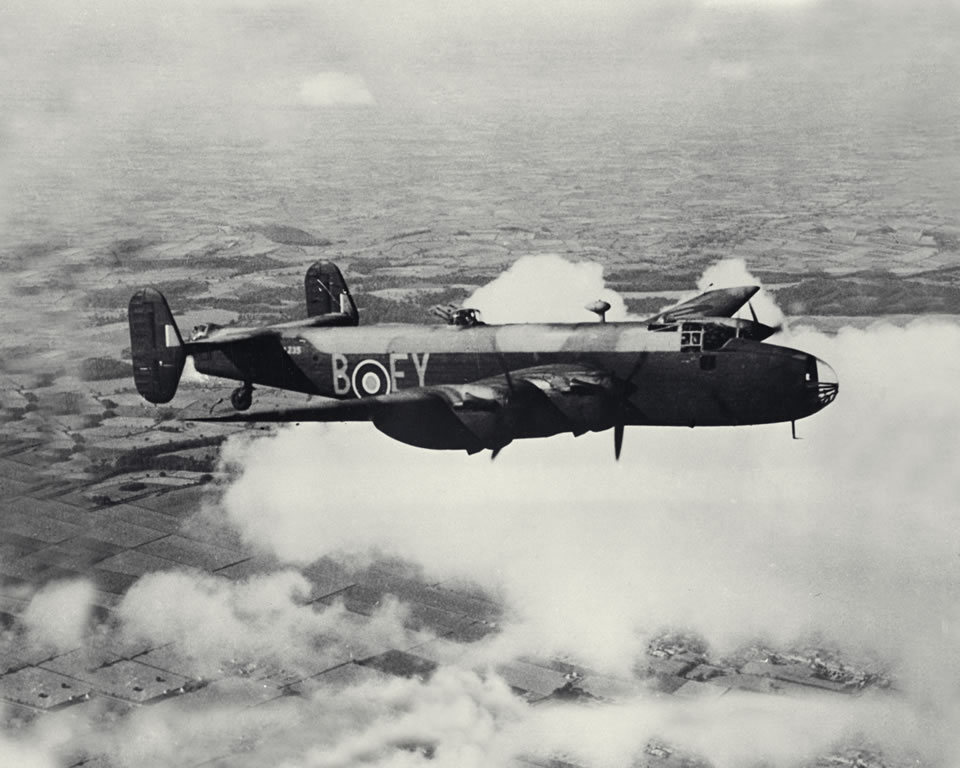
Un bombardier Halifax.

Durant cette nuit, ce sont précisément 165 bombardiers Halifax Pathfinder qui décollent du sud-ouest de l'Angleterre, avec pour cible les usines Peugeot de Sochaux. La ville de Besançon est alors choisie comme cible alternative afin de tromper la chasse de nuit allemande. Vers une heure du matin (heure locale), un avion éclaireur se heurte à un chasseur allemand (Dornier 217-J) et des échanges de tirs ont lieu, puis le Halifax anglais est heurté par le Dornier allemand, avant que le premier ne s'écrase sur la gare de Besançon-Viotte. Puis, une quinzaine de Halifax bombardent Besançon en ordre dispersé, faisant une cinquantaine de victimes dont une grande partie de civils. Le funiculaire de Bregille fut lui aussi bombardé par un avion ayant lâché ses bombes trop tôt, et il apparaîtra par la suite que neuf de ces bombardiers pensaient avoir détruit les usines Peugeot de Sochaux. Un témoin sur place a vu des éclairs lorsque les avions bombardaient la ville, preuve de l'usage de bombes flashs permettant ainsi de prendre des photos de la cible.
Gabriel, qui a participé à plusieurs sabotages sur le réseau ferroviaire, pourrait être le commanditaire de cette attaque. En effet, il est à l'origine d'un plan de destruction des casernes les plus importantes de la ville avec des résistants londoniens, mais comme la cité en comporte beaucoup trop à cause de son riche passé militaire, le choix s'est fixé sur la gare contrôlée par les nazis. Au total l'opération fit une cinquantaine de morts, une quarantaine de blessés graves et une centaine de blessés légers parmi les civils. D'un point de vue matériel, la gare, plusieurs usines et des immeubles furent totalement détruits. Les dénonciations sont légion en ces temps de guerre, et à la suite de cet attentat, il estime que sa vie est en danger ; Bibi tente alors de mettre en place une fuite en direction de Londres, une des dernières villes libres d'Europe, après une ultime action.

## Dernier attentat et mort

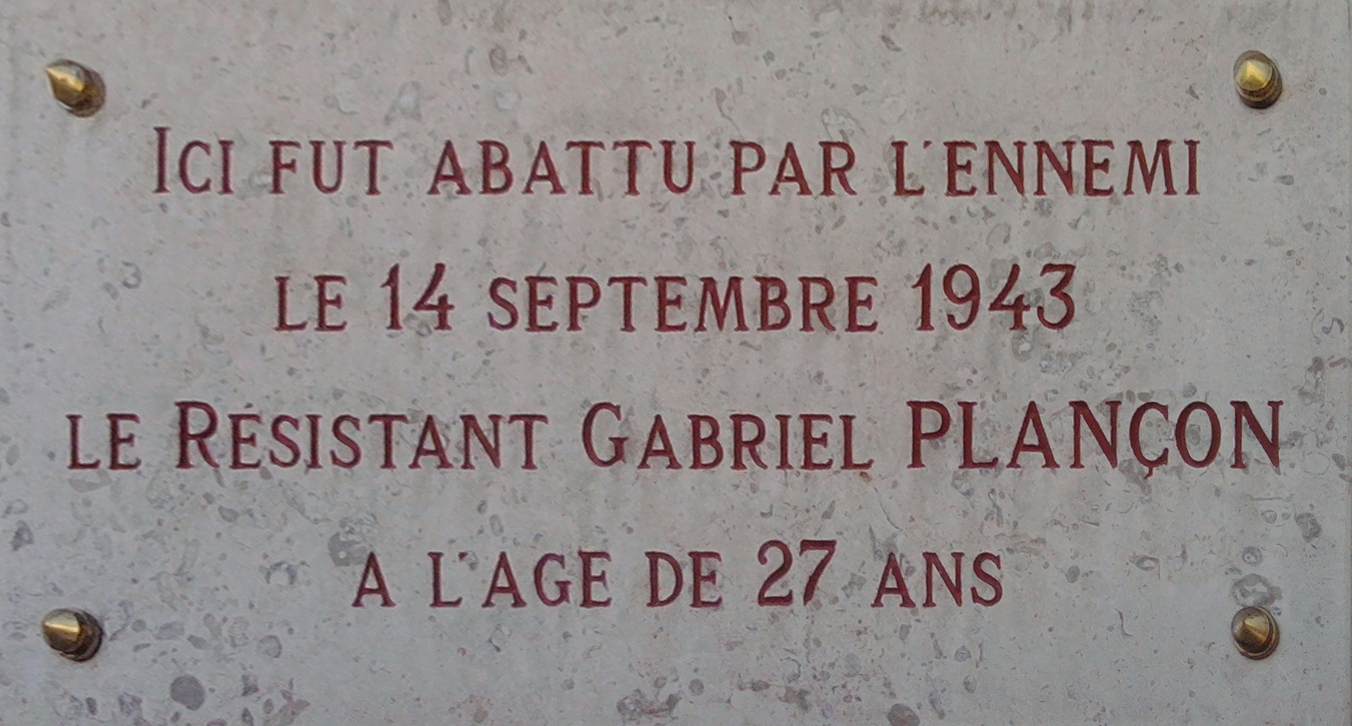
Plaque commémorative sur la maison où fut assassiné Gabriel Plançon.

Une bombe est livrée aux résistants soutenant Gabriel par le groupe Guy Mocquet, qui devait servir le 13 septembre 1943 au plasticage d'une librairie pro-allemande située Grande rue, utilisée comme bureau de recrutement pour la Légion des volontaires français contre le bolchevisme. Cette opération, en plus de son objectif clairement établi, devait permettre de mettre à l'épreuve un membre sur l'honnêteté duquel le réseau avait des doutes, Robert Guyon. Mais ce dernier dénonça ses complices à la Feldgendarmerie, et fut condamné en échange à 20 ans de travaux forcés, 20 ans d'interdiction de séjour et à la dégradation nationale à vie, décision rendue par la cour de Justice du Doubs le 8 août 1945. Gabriel, se sachant en danger, tente de rejoindre la Grande-Bretagne en passant par l'Espagne. Mais tous les membres du groupe Guy Mocquet, sauf Robert Opériol qui parvient à déjouer les filatures, sont arrêtés et déportés. Parmi eux, Jacques Martin, responsable du service de messagerie aux monts Jura, est déporté au camp de concentration de Dachau où il meurt le 20 février 1945 ; sa femme Marie-Rose Martin est déportée à Mauthausen puis à Ravensbrück où elle est miraculeusement libérée le 25 avril 1945 ; Jean Fournier, inspecteur stagiaire, meurt à Flossenbürg le 31 mars 1945.

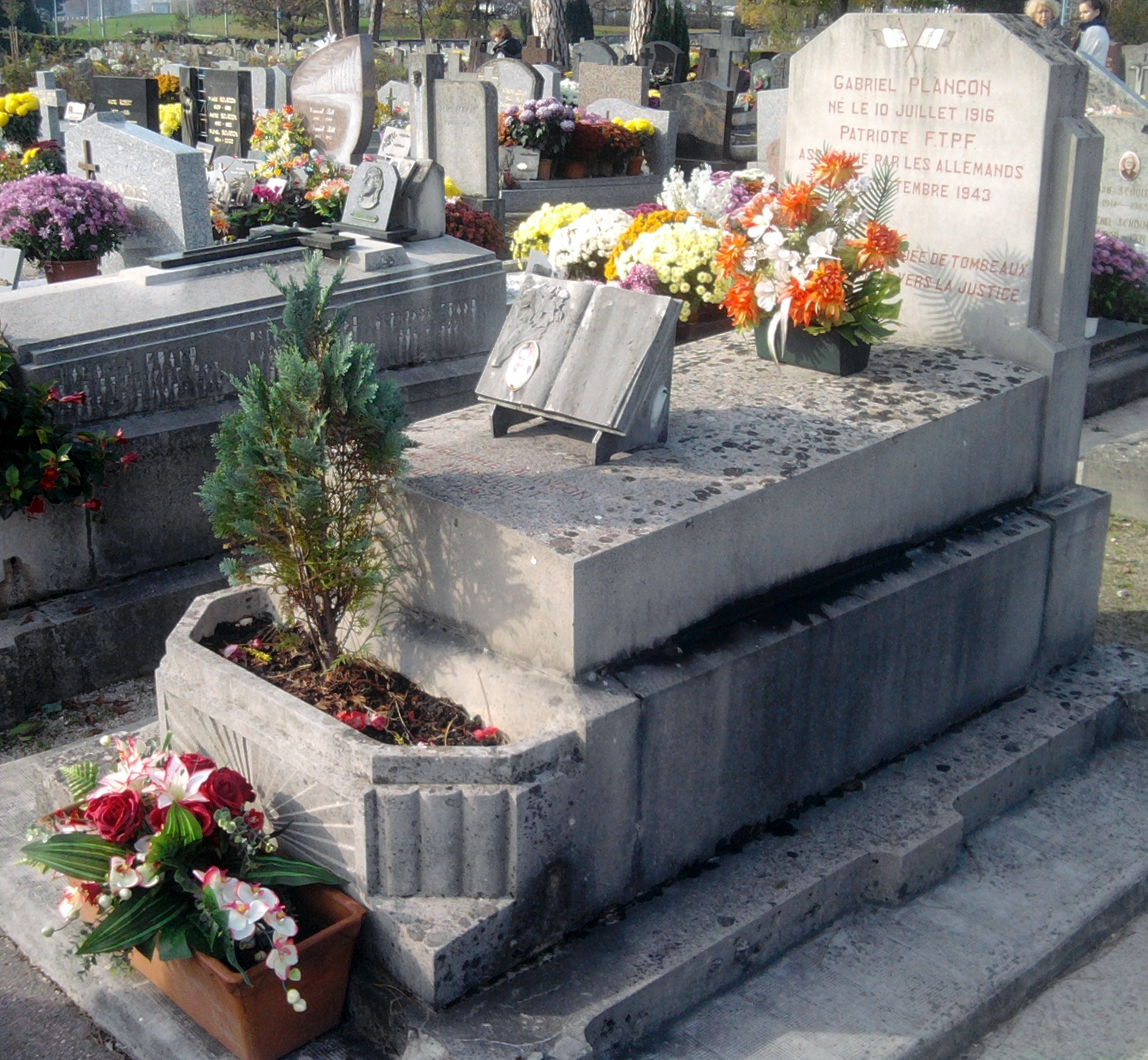
Tombe de Gabriel Plançon et de sa femme Marguerite.

Quant à Gabriel Plançon, les nazis vont le chercher à son domicile, place Risler, dans la nuit du 10 juillet 1943 à 1 h 45. Ils frappent à la porte en demandant immédiatement que Gabriel se rende, mais sa femme répond hargneusement qu'il est absent. Pendant ce temps, Bibi tente de fuir par une fenêtre arrière en montant sur une pile de bois, mais celle-ci se défait et provoque un bruissement. Des soldats alors en poste aux environs entendent, identifient Gabriel et lui tirent dessus,,. Gravement blessé d'une balle de mousqueton dans le ventre, il gémit pendant une vingtaine de minutes avant que les Autorités ne l'emmènent à l'Hôpital Saint-Jacques, alors que d'autres perquisitionnent l'appartement. Marguerite Plançon et l'une de ses filles seront emmenées par la suite, avant d'être libérées peu après. Il meurt à six heures du matin durant une opération de la dernière chance, et sa famille est autorisée à voir sa dépouille. Son enterrement aura lieu quelques jours après au cimetière de Saint-Ferjeux, et une foule immense y assiste dans le silence,. Il n'a droit à aucune pierre tombale, ni office, ni recueillement particulier. Cependant, plusieurs de ses amis, dont Henri Chapatte et Gilbert Mourquin, pénètrent dans le cimetière la nuit suivante et déposent une couronne sur la tombe de Gabriel comportant la phrase « À notre ami, assassiné par les Allemands. »

## Hommages

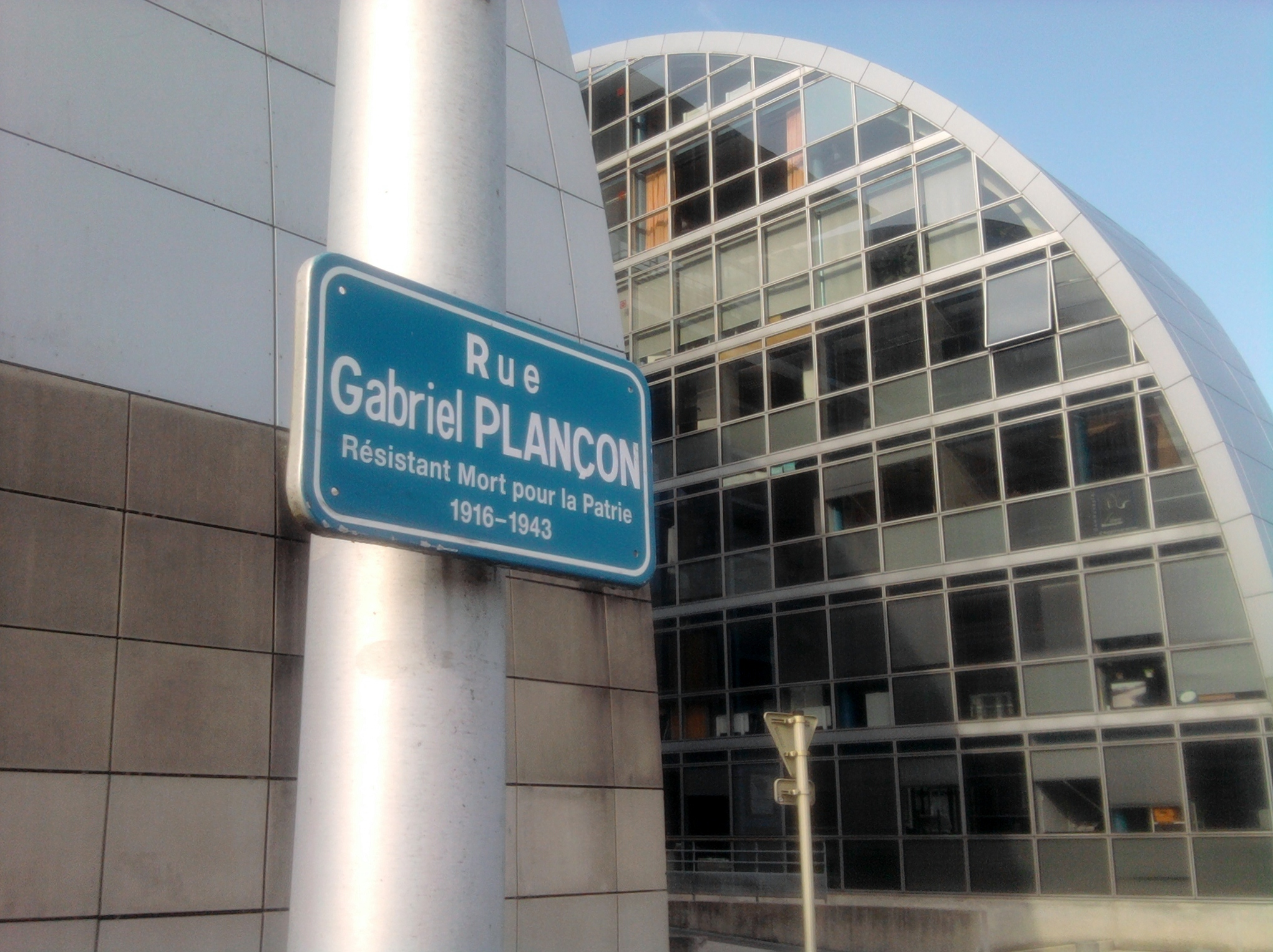
La rue Gabriel Plançon.

La tombe de Gabriel et de sa femme, située dans le cimetière de Saint-Ferjeux (allée B), a été ornée d'une stèle en pierre comportant les inscriptions « Gabriel Plançon, né le 10 juillet 1916, patriote FTPT, assassiné par les Allemands le 14 septembre 1943, la route est bordée de tombeaux, mais elle mène vers la Justice. » L'historien Jean Tyrode fait la demande auprès du maire Robert Schwint pour qu'une rue de la ville porte le nom de ce personnage, ce qui fut chose faite lorsqu’une voirie faisant la liaison entre le pont Canot et le Boulevard Charles de Gaulle fut nommée en son honneur, avec la mention « Résistant mort pour la Patrie. » Toujours à l'initiative de Jean Tyrode, une plaque commémorative est également apposée en 1995 place Risler, sur le mur du bâtiment dans lequel il fut mortellement blessé, où est noté « ici fut abattu par l'ennemi le Résistant Gabriel Plançon, à l'âge de 27 ans », en présence de Robert Schwint, du député du Doubs, de Robert Opériol, et de plusieurs autres officiels et de nombreux habitants du secteur,. L'ordre national de la Légion d'honneur lui a été décerné à titre posthume, de même que la croix de guerre 1939-1945 et la médaille de la Résistance. Enfin, un livre intitulé Gabriel Plançon, résistant assassiné à Besançon, dont l'auteur est sa sœur Janine, parait en 2011,.